# Jeong San
Đây là một tên người Triều Tiên, họ là Jeong.
Jeong San (tiếng Hàn: 정산; sinh ngày 10 tháng 2 năm 1989) là một cầu thủ bóng đá Hàn Quốc thi đấu ở vị trí thủ môn cho Daejeon Citizen.